# خانه جواد خان میرحسینی
خانه جواد خان میر حسینی مربوط به دوره قاجار است و در راین، کوچه شهید روحی، جوار خانه والی میر حسینی واقع شده و این اثر در تاریخ ۱۲ بهمن ۱۳۸۱ با شمارهٔ ثبت ۷۲۸۳ به‌عنوان یکی از آثار ملی ایران به ثبت رسیده است.